# Chania (perifereiakí enótita)
Chania är en regiondel (perifereiakí enótita), till 2010 prefekturen Nomós Chaniás, på Kreta i Grekland. Huvudort är Chania. Bland de största städerna i regiondelen Chania finns Sfakia, Kissamos och Paleohora. Här finns också en nationalpark, kring Samariaravinen.
Regionen är indelad i sju kommuner. Den tidigare perfekturen var indelad i 25 kommuner.

- Dimos Apokoronas
- Chania
- Dimos Gavdos
- Dimos Kantanos-Selino
- Dimos Kissamos
- Dimos Platanias
- Dimos Sfakia

## Kända personer
- Eleutherios Venizelos